# Erlangen
Erlangen egyetemi város, mely a legnagyobb német tartományhoz, Bajorországhoz tartozó Közép-Frankföldi regionális közigazgatás egyik városa. Erlangen közigazgatási központ is egyúttal, melynek a 2015-ös népszámlálás során 108.336 lakosa volt, így Bajorország nyolc nagyvárosa közé került. A lakosok száma 1974-ben átlépte a 100.000-es határt, ezáltal tekinthető nagyvárosnak, ugyanakkor Erlangen a 20 km-re fekvő Nürnberg és Fürth városával közösen Bajorország 30 fő közigazgatási egységének egyikét képezi. A környező vidékkel és azoknak összesen 3,5 millió lakosával együtt Németország tizenegy Metropol-régiójának egyikéhez tartozik.
A történelmének régre visszanyúló, de ma is tapasztalható része az 1685-ös nantes-i ediktum után a franciaországi hugenották letelepedése a városban. A mai Erlangen egyeteméről, Friedrich-Alexander-Universität Erlangen-Nürnberg, valamint a Siemens konszern itt lévő  részlegeiről ismert leginkább. 

## Fekvése
Erlangen Nürnbergtől 20 km-re a Schwabach és a Regnitz összefolyásánál található 280 méter tengerszint feletti magasságban. A város a közép-frankföldi medencében a Regnitz partján helyezkedik el, mely a várost délről északi irányba két egyenlő részre osztja. Erlangen nyugati oldalán pedig, a Regnitz-cel párhuzamosan a  Rajna–Majna–Duna-csatorna folyik. A városközponttól északra a keletről folyó Schwabach, a központtól délre pedig a nyugatról folyó Aurach torkollik a Regnitz folyójába.
Az Erlangenhez közel fekvő nagyvárosok elhelyezkedése és távolsága a következő:
| Schweinfurt (100 km)                         | Bamberg (40 km)                                       | Bayreuth (90 km)                            |
| Frankfurt am Main (220 km) Würzburg (100 km) |                                                       | Waidhaus (140 km) a cseh-német határ mentén |
| Rothenburg ob der Tauber. (80 km)            | Nürnberg (20 km) Ingolstadt (120 km) München (190 km) | Regensburg (120 km)                         |

* A távolságok a város központjától számított országúti kilométerszámban mérve .

## Szomszédos települések
Északról kezdődően az óramutató járásával megegyező irányban az Erlangennel szomszédos települések a következők:
Mark, Möhrendorf, Bubenreuth, Marloffstein, Spardorf és Buckenhof valamint Buckenhofer Forst községek, (mindegyik Erlangen közigazgatásához tartozik), Nürnberg és Fürth városa, Obermichelbach község (közigazgatásilag Fürthhöz tartozik) valamint Herzogenaurach városa és Heßdorf község (mindkettő Erlangen közigazgatásához tartozik).

## Tagolása

Erlangen hivatalosan kilenc körzetből és 40 kerületből áll, emellett a város tizenkét városrészre osztható fel.

### Városrészek
| - Büchenbach - Bruck - Eltersdorf - Erlangen | - Frauenaurach - Großdechsendorf - Hüttendorf - Klosterwald | - Kosbach - Kriegenbrunn - Mönau - Tennenlohe |

### Körzetek és a kerületek
| - Zentrum - 01: Altstadt - 02: Markgrafenstadt - 03: Rathausplatz - 04: Tal - Regnitz - 10: Heiligenloh - 11: Alterlangen - 12: Steinforst - Nord - 20: Burgberg - 21: Meilwald - 22: Sieglitzhof - 23: Loewenich - 24: Buckenhofer Siedlung - 25: Stubenloh | - Ost - 30: Röthelheim - 32: Sebaldus - 33: Röthelheimpark - Süd - 40: Anger - 41: Rathenau - 42: Schönfeld - 43: Forschungszentrum - 44: Bachfeld - 45: Bierlach - Südost - 50: Eltersdorf - 51: St. Egidien - 52: Tennenlohe | - Südwest - 60: Neuses - 61: Frauenaurach - 62: Kriegenbrunn - 63: Hüttendorf - West - 70: Kosbach - 71: In der Reuth - 73: Häusling - 74: Steudach - 75: Industriehafen - 76: Büchenbach Dorf - 77: Büchenbach Nord - 78: Büchenbach West - Nordwest - 80: Dechsendorf West - 81: Dechsendorf Ost - 82: Mönau |

## Története
Erlangen igen régi város, már a 8. században ismert település volt. 1017-ben még a Würzburgi püspökséghez tartozott, 1361-ben Csehországhoz, 1400-ban a Nürnbergi várgrófsághoz, 1541-ben Bayreuthi őrgrófsághoz, 1791-ben Poroszországhoz, 1806-ban francia uradalom alá, majd 1810-ben Bajorországhoz került. 1742-ben Frigyes, brandenburg-bayreuthi őrgróf alapította a város egyetemét.
Erlangen parányi óvárosától (Altstadt) délre 1685-től kezdődően a franciaországi hugenotta menekültek csaknem szabályos, négyzet-hálózatos elrendezésű utcákkal építették meg maguknak az újvárost (Neustadt). 1706-ban az óváros csaknem teljesen leégett és az újváros mintájára frank barokk stílusban építették újjá.

### Az őskor és ókor

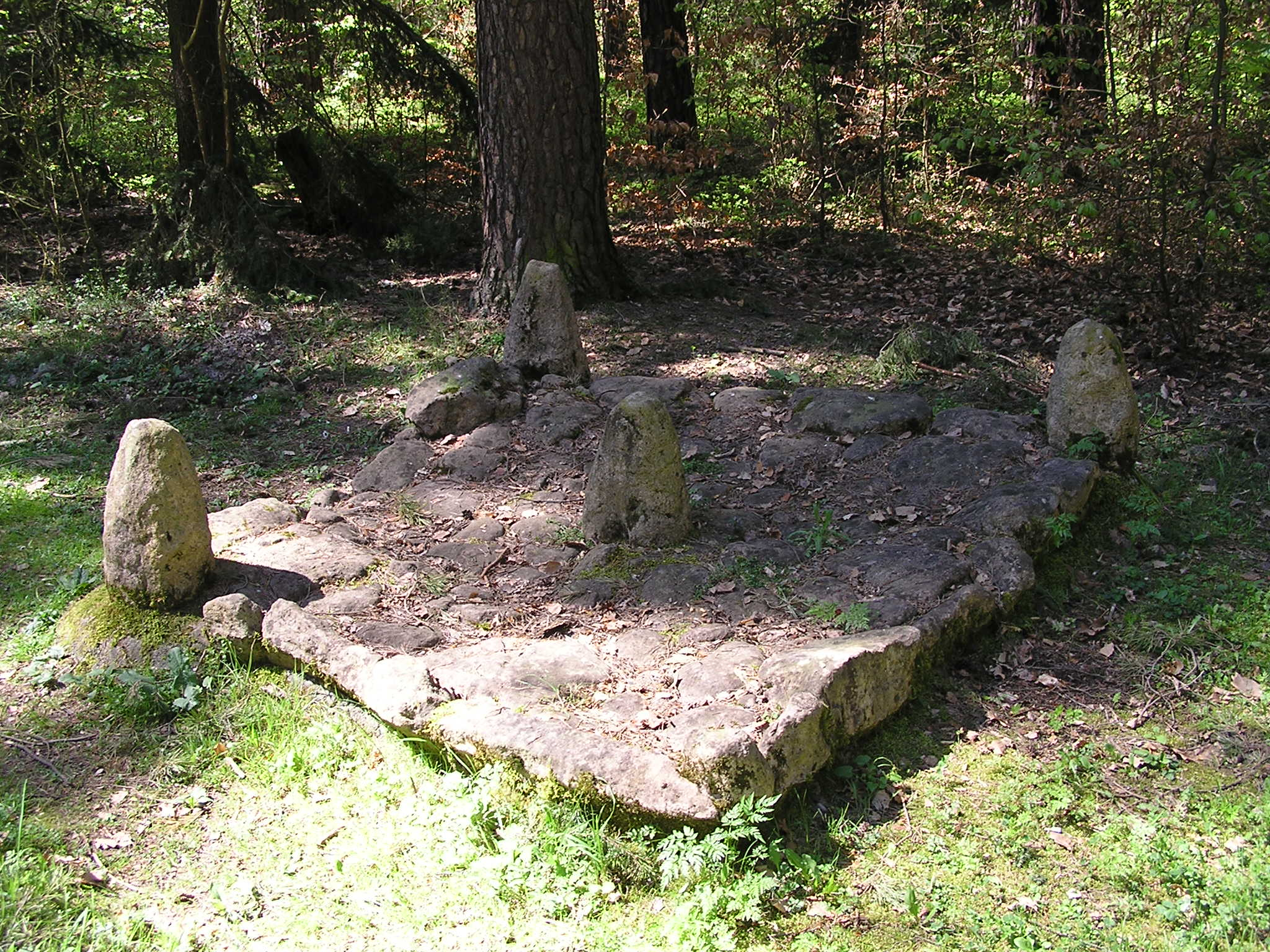
A Kosbachi-oltár

Bajorország őstörténetében a Regnitz-völgye már a kezdetektől egy észak-déli irányú útvonal volt. Spardorf löszrétegében a gravetti kultúrához tartozó eszközöket találtak, mely megközelítőleg 25.000 éves lehet.  Csak jóval későbbről, a neolitikum végétől, (kb. Kr. előtt 2800–2200) mutathatók ki Erlangen térségében a mezőgazdaság nyomai és az ehhez kapcsolódó települések. Ebből a korból eredeztethetőek az Erlangentől északra fellelt kőlapok (Erlanger Zeichensteine) is, melyeket a késő bronzkori urnamezős kultúrában (Kr. előtt 1200–800.) újból, ekkor síremlékként felhasználtak.
Erlangen Kosbach városrészében 1913-ban sírfeltárás során az urnamezős kultúra, a hallstatti kultúra valamint a La Tène-kultúra leleteire bukkantak. A sírdomb lábánál található az úgynevezett Kosbachi-oltár (Kosbacher Altar), mely a korai hallstatti kultúrához (kb. Kr. előtt 500 ) kapcsolható, a négyszögletes kőlap szélein és közepén függőlegesen álló figurákkal egyúttal egyedülálló ebben a formájában.

### A Villa Erlangentől a harmincéves háborúig

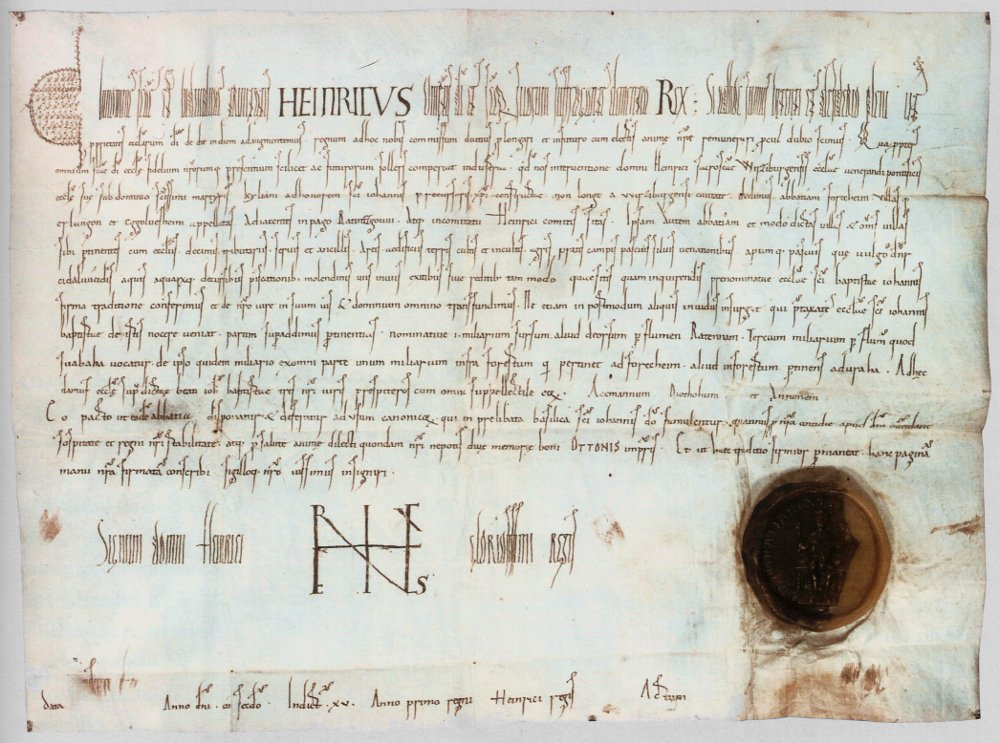
II. Henrik német-római császár okirata 1002-ből, melyben először említik Erlangen nevét

Erlangen nevét először egy 1002-ből származó okiraton említik, ugyanakkor nem ismert a település nevének eredete.
Az 1002-ben keletkezett okiratot megelőze, hogy 976-ban II. Ottó német-római császár a forchheimi Szent Márton-templomot és egyházközségét a Würzburgi püspökségnek adományozta, később II. Henrik német-római császár pedig 1002-ben meg is erősítette az ajándékozást, ugyanakkor jóváhagyta ennek átadását a Würzburgban akkor alapított Stift Haug káptalannak. II. Ottótól eltérően II. Henrik adományozó okiratában viszont már részletezik, mi tartozik az adományhoz, az okiratban megemlítik a Radenzgau grófságban fekvő „villa erlangon“t. Ekkor említik először Erlangen nevét. Mivel az akkori bajor Nordgaut nyugaton a Regnitz, északon a Schwabach határolta, a település ezen a területen kívül feküdhetett. Feltételezések szerint így a megemlített Villa erlangon nem a mai városközpontban fekvő egykori Altsadt területén helyezkedhetett el, valószínűbb hogy az akkori település a Regnitz bal partján, Erlangen mai Alterlangen városrésze területén feküdt. II. Henrik 15 évvel később – 1017-ben - a Bambergi püspökségnek adományozta a települést. Helytörténészek szerint Erlangen nem sokkal később már némileg jelentősebb lehetett, mivel IV. Henrik 1063-ban udvartarásához tartozó hercegekkel és püspökökkel egy ideig Erlangenben tartózkodott.
IV. Károly német-római császár és egyben I. Károly néven cseh király, 1361 decemberében 2.225 tallérért összes jogával, javadalmával a Bambergi püspökségtől megvásárolta Erlangent és a Cseh Királyság részévé tette. A település gyorsan fejlődött, 1367-ben a császár három napot töltött Erlangenben,  polgárainak és lakosainak erdőhasználati jogot biztosított. 1374-ben pedig Erlangen fejlődését elősegítendő hét évre szóló adómentességet biztosított számára, egyúttal kereskedelmi jogot is megítélt a településnek.

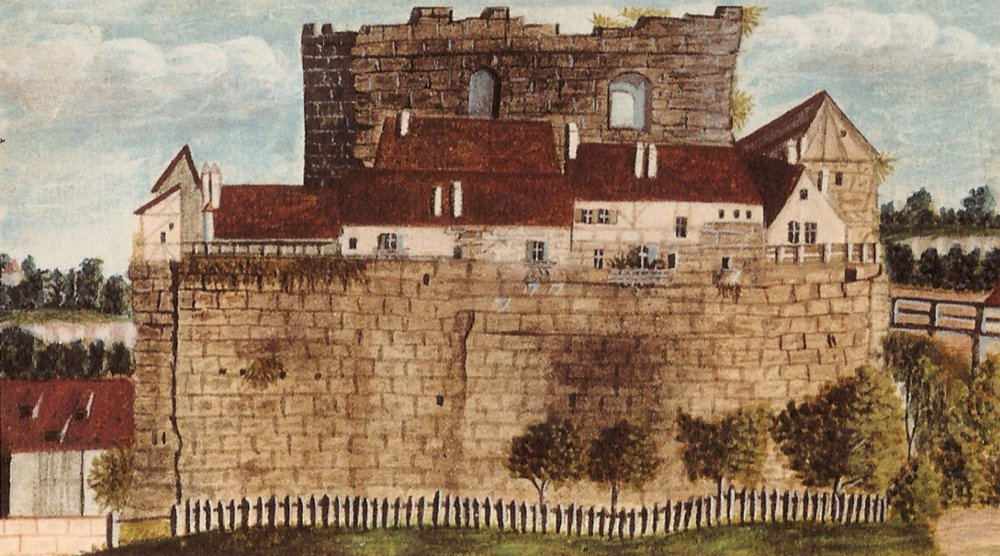
Veste Erlangen déli része 1765 körül

1361 után épült az akkori Erlangen mellett – a később kiépült középkori városfal északi részénél álló - hol várként, hol kastélyként említett egykori Veste Erlangen, az eredetileg földhalom várként (Motte) épült építmény az új birtokok közigazgatási székhelye volt, de szolgált börtönként is, és menedéket is jelentett a lakosságnak a háborúk során. Vencel cseh és német király pénzverdét állíttatott fel, és 1398-ban városi rangra emelte Erlangent, a városi jogok mellett a várost körülvevő fal felépítése is megkezdődött. Majd négy évvel később, 1402-ben Wenzel pénzhiány miatt a frankföldi birtokait, köztük Erlangent is eladta, így került a város a nürnbergi várgrófsághoz.
Erlangen lakosairól kevés adat van, 1129-től egy nemesi családról, „von Erlangen” névvel lehet tudni, 1288-ban is említést tesznek róluk. A család Erlangenen belül és körülötte is rendelkezett tulajdonnal.  Egy 1497-es birodalmi adójegyzék szerint a város 92 házában 212 felnőtt lakos élt, a gyerekkel együtt a lakosok száma 350 volt. Számuk nem sokat változhatott, mivel egy 1528-ban keletkezett irat szerint 83 háztulajdonos volt a városban. Egy teljes körű, háztulajdonosokról és a bérlőkről is, utcajegyzékkel ellátott jegyzéket a város lelkésze, Hans Heilig állított össze 1616-ban. Erlangenben a harmincéves háború kezdetéig feltehetőleg 118 házban kb. 500 lakos élt.
A várost többször is lerombolták, első ízben a huszita háborúk során, 1431-ben, ugyanakkor az 1425-ös német paraszt háború megkímélte Erlangent, viszont 1552-ben újból pusztítottak, ekkor nürnbergiek a városban.
Magának a késő középkori városnak a mai Altstadttól eltérő elrendezése volt. A város Nürnberg felé lévő kijárata, a felső kapu, azaz az „Oberen Tor“ a mai Hauptstraße 90. és 91. szám között állt, a keleti városfal a Lazarettstraße-tól délfelé húzódott, majd a Vierzigmannstraße-tól  délnyugat felé ívelt és a mai Altstädter Kirche alapterületét érintette.  A középkori városfal maradványait a Városi Múzeum udvarának ásatásai során tárták fel. A felső kapun kívül, Nürnberg felé helyezkedett el az Obere Vorstadt  (Hauptstraße 88. és 89. számtól az Engelstraße kereszteződéséig). A Bayreuthi kapun túl pedig az Untere Vorstadt terült el, (Bayreuther Straße-tól az Essenbacher Straße-ig), s ebben a városfalon kívüli részben állt egy vízimalom is a Schwabach partján.

### Neustadt alapítása 1686-ban

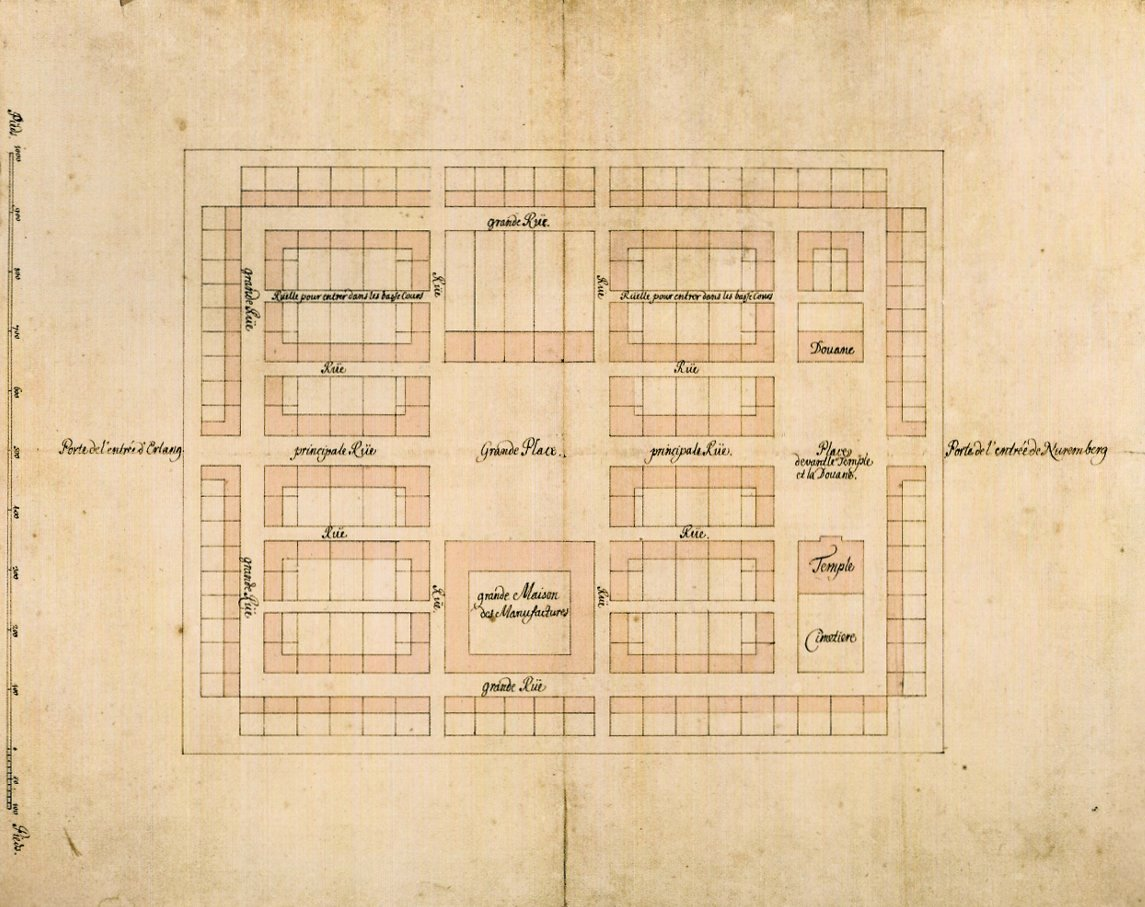
A Neustadtról fennmaradt legrégebbi tervrajz 1686-ból

A harmincéves háború után a város relatíve gyorsan kiépült. Az 1685-ös nantes-i ediktum után a Franciaországból elmenekült mintegy 180.000 hugenotta többsége Németalföldön, Svájcban, a britt szigeteken telepedett le. Az első menekültek Erlangent 1685 májusában érték el, majd több hullámban megközelítőleg 1500 menekültet fogadott be. A hugenotta menekültek az óvárostól délre, a kereskedelmileg fontos Nürnberg felé vezető út menték csaknem szabályos, négyzet-hálózatos elrendezésű utcákkal építették meg maguknak az újvárost (Neustadt).  Mivel 1706-ban az óváros egy tűzvész során elpusztult, az óvárost a nem sokkal korábban kiépített újváros mintájára építették újjá. Így az az érdekes helyzet állt elő, hogy a mai óváros építészeti szempontból újabb, mint a Neustadt. A hugenották egyúttal jelentős francia nyelvű kisebbséget is képeztek, az utolsó francia nyelvű szertartást a Hugenottenkirche istentiszteletén 1822-ben tartották.

### Bajor királyság
1792-ben a tartományi grófsággal együtt Erlangen a Porosz Királysághoz került, majd a napóleoni háborúk alatt francia uralom alá, és a napóleoni háborúk után Erlangen, - addig Christian-Erlang néven - a Bajor Királyság része lett, valamint 1812-ben az Altstadt és a Neustadt egyesülésével megszületett Erlangen. Az 1836 és 1846 között kiépült Rajna–Majna–Duna-csatorna átadása és a vasúti közlekedés kiépítése után a város gyors fejlődésnek indult,

### 20. század
A II. világháború viszonylag sértetlenül hagyta a várost, a városfal addig még megmaradt kapuja, a Nürnbergi kapu viszont elpusztult 1945-ben. 1945 után a Siemens AG. ide telepített részlegeivel a város gazdasága jelentősen fellendült. 

## Nevezetességek, látnivalók
A jelenlegi belváros, az egykori Neustadt, pontos várostervek alapján kialakított barokk épületegyüttese önmagában véve egyedülálló Németországban. A városrész első templomát, a Hugenotta templomot (Hugenottenkirche) a betelepült francia menekültek már 1686-ban kezdték el építtetni és 1693-ra épült fel. Közvetlen a Neustadt mellett alakították ki a tartományi grófi kastélyt, így a jelenlegi belváros részeként látható, mely jelenleg Erlangen egyetemének a főépülete.

### Erlangeni kastély

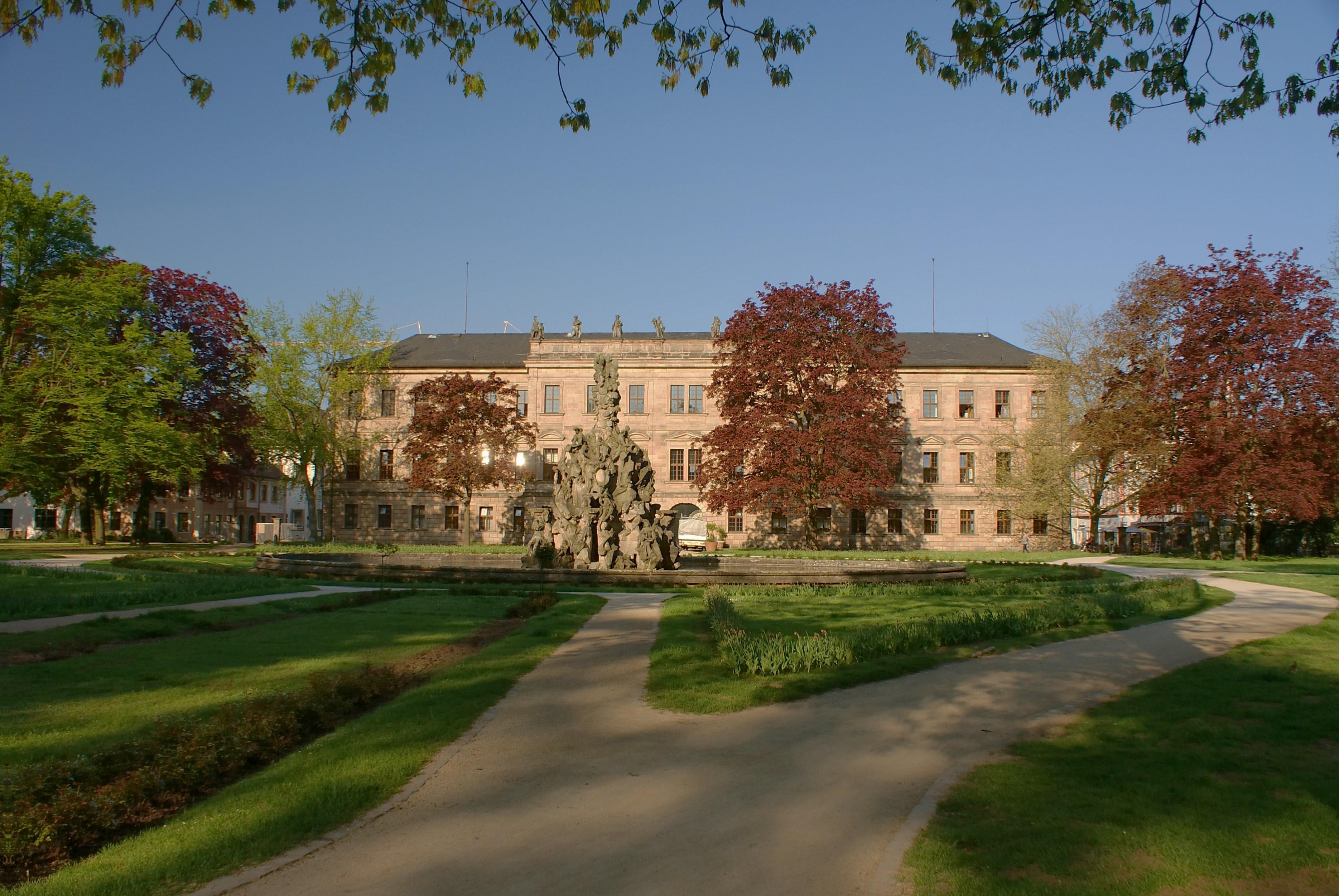
Az Erlangeni kastély, előtte a Hugenotta-kút

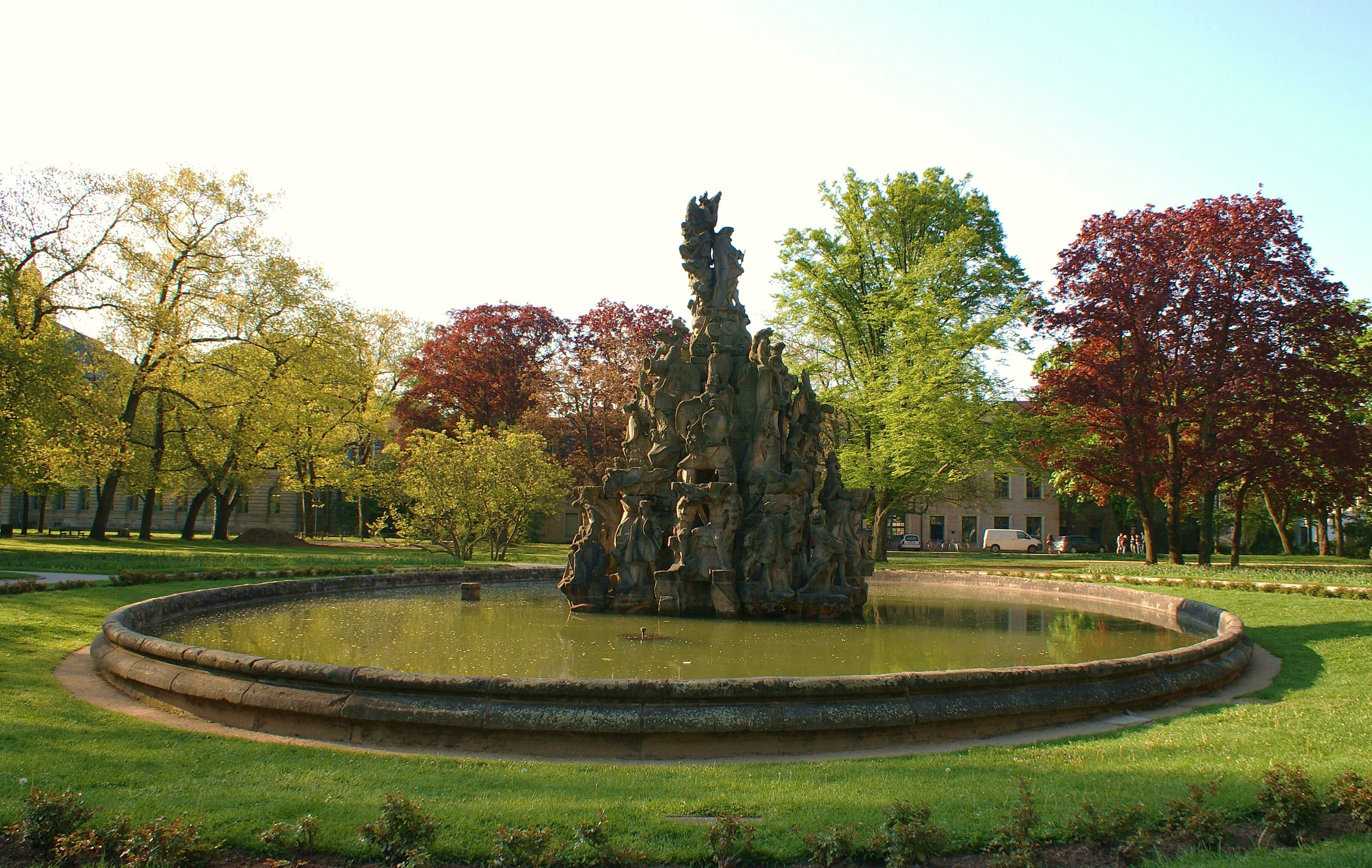
A Hugenotta-kút a kastélyparkban

Az Erlangenben lévő tartományi grófi kastély Georg Wilhelm brandenburg-bayreuthi őrgróf megbízásából az olasz Antonio della Porta tervei alapján épült 1700 és 1704 között. 1814-ben teljesen kiégett és csak 1825-re állították helyre. A kastély mögött a francia ízlés szerint kialakított barokk park húzódik, melyben az 1705-06 között Elias Räntz mester készítette szökőkút, a Hugenotta-kút peremén, a szoborcsoport alsó részén a 45 kis figura állítólag az Erlangenben megtelepedett első francia menekülteket ábrázolja. A szoborcsoport háromszintű, az alsó csoportban a hugenotta menekültek, középső részén antik istenségek, legfelül Christian Ernst őrgróf szobra látható. Szintén a kastélyparkban áll Christian Ernst őrgróf lovas szobra is, a szobrot az 1683-ban Bécs visszafoglalásánál a törökök ellen harcoló brandenburg-bayreuthi őrgróf emlékére állították. A kastélyhoz tartozik a kastélypark mellett lévő Narancs-ház (Orangerie), a hosszan elnyúló földszintes rokokó palotaszárny tetőperemén urnák és figurális díszek sorával, melynek termében, a Wassersaalban kiállításokat és hangversenyeket rendeznek.

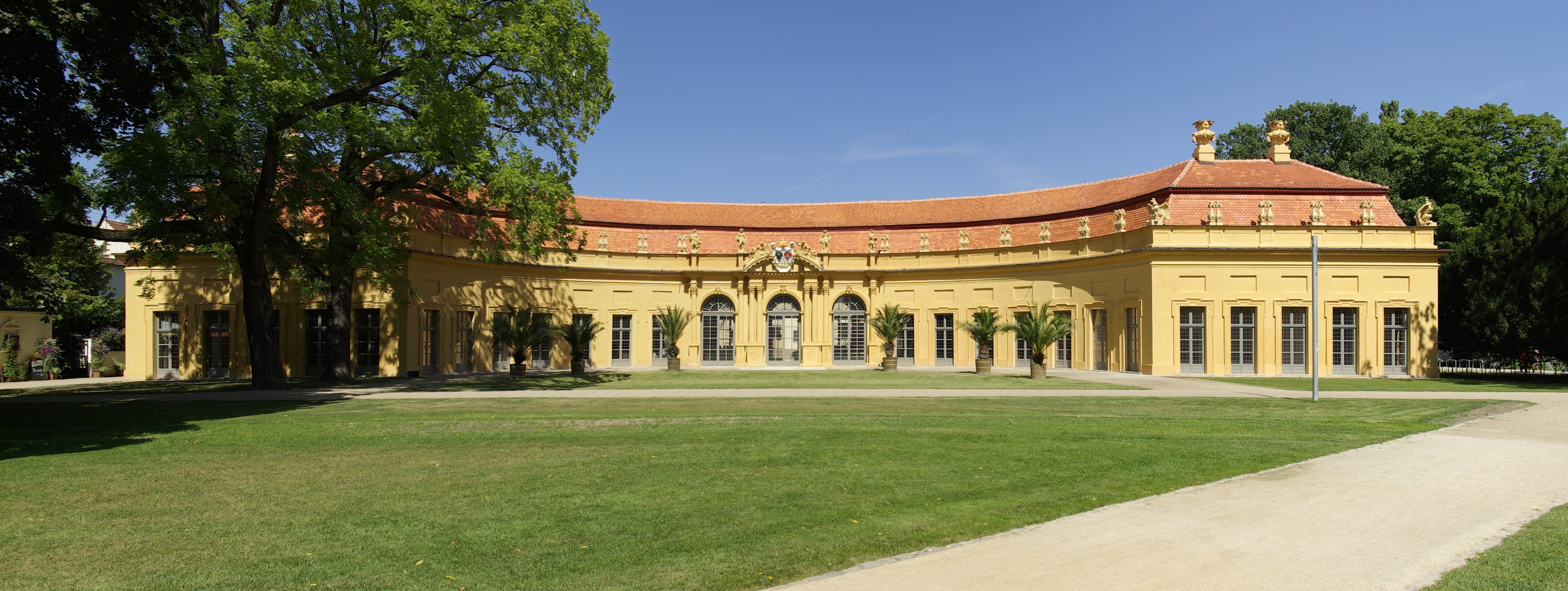
A Narancs-ház (Orangerie)
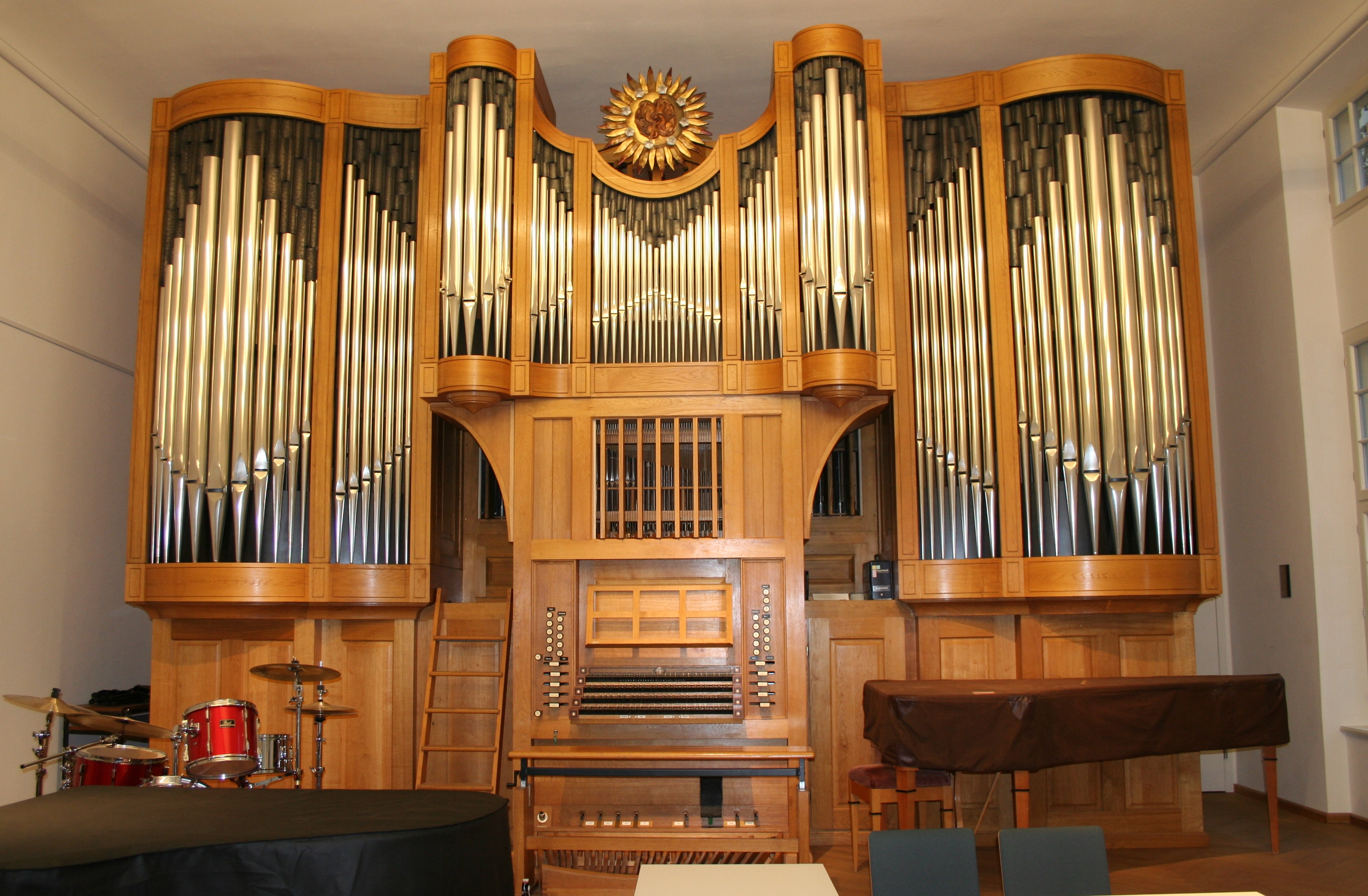
A Narancs-ház zenetermében levő orgona
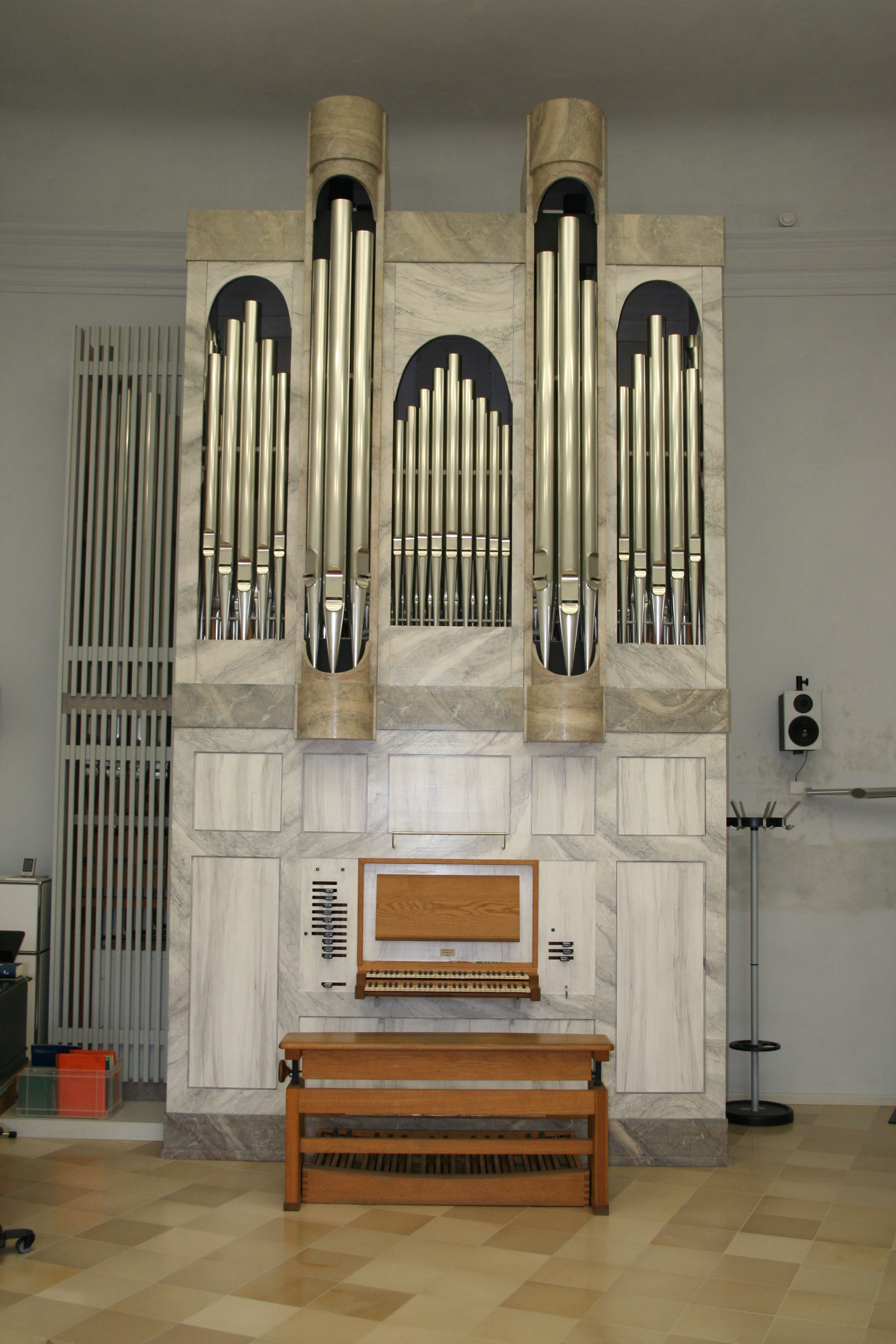
A Narancs-házban a Wassersaal orgonája

### Az erlangeni egyetem

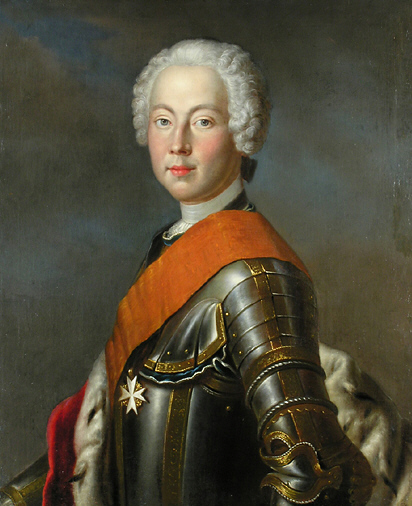
Frigyes brandenburg–bayreuthi őrgróf az egyetem alapítója

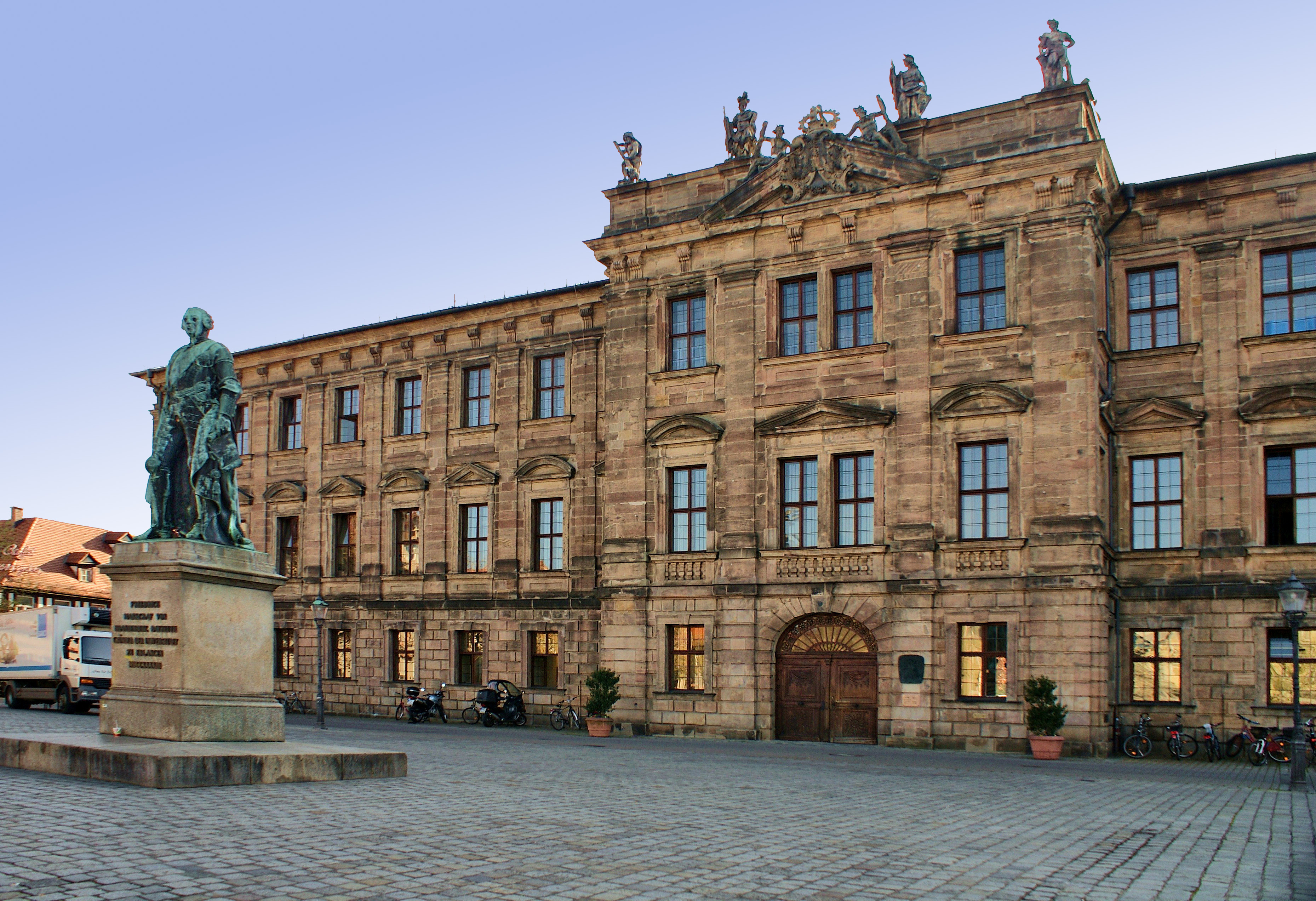
Az Erlangeni kastély homlokzata, mely 1818 óta az egyetem főépülete

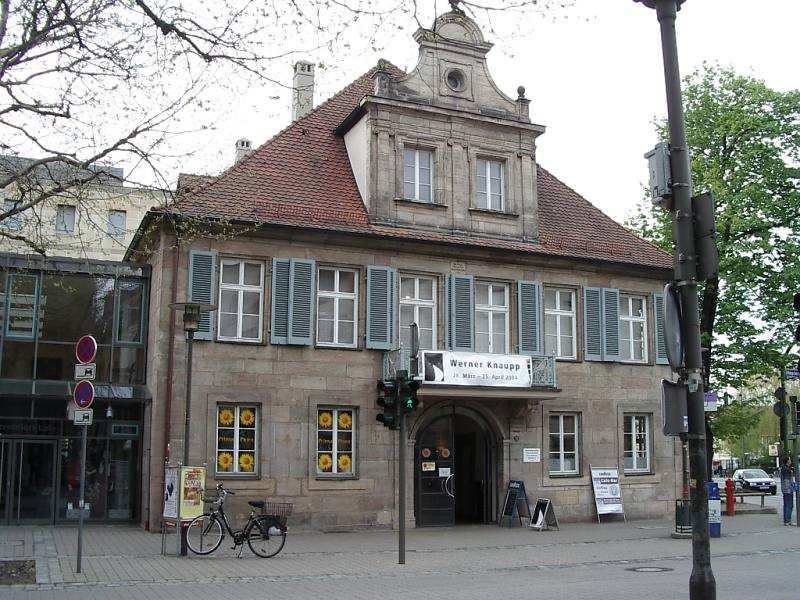
Fichte lakóháza, 1805

A Neustadt megalapítása mellett Erlangen történetének másik jelentős fellendülést eredményező eseménye volt az egyetem alapítása. Már a reformáció idején léteztek tervek egy egyetem alapításáról, mégis csak 1742-ben alapított Frigyes brandenburg–bayreuthi őrgróf először Bayreuthban egyetemet, majd az alapítás után egy évvel, 1743-ban áthelyezték Eralngenbe. A kezdetben szerény keretek között működő egyetem anyagi bázisát Karl Alexander brandenburg–bayreuthi őrgróf a 18. század második felében szélesítette, a hallgatók számát fokozatosan emelte, bár így sem érte el a kétszázat, később pedig az őrgrófságnak a Bajor Királyságba olvadása után még 80 körülire is csökkent. Az egyetem bezárását csak annak a ténynek köszönhetően kerülték el, hogy Bajorország egyedüli lutheránus fakultása működött Erlangenben.
1818-tól az egyetem főépülete az Erlangeni kastély lett, ettől kezdődően épültek ki a kastélypark körül a további egyetemi épületek, a klinika, az egyetemi könyvtár.
Az 1880-as évektől a többi német egyetemhez hasonlóan kezdődött az egyetem fellendülése. A hallgatói létszám az 1869/70-es évi 374-ről 1890-es évben 1000 főre emelkedett. Míg az alapításkor a jogi fakultás, majd a Bajor Királyság időszakában a teológiai fakultás volt a népszerűbb, ezt követte az 1890-es évektől az orvosi fakultás megalapítása. Az 1796-os évben a professzorok száma 20 volt, majd 1900-ban már 42 lett, ekkor még az oktatók csaknem fele a filozófia fakultáshoz tartozott, melynek a természettudományi kar is része volt, majd 1928-tól a természettudományi kar önálló fakultássá vált.
A második világháború után a Siemens AG Erlangenbe telepített részlegei az egyetem műszaki és természettudományi karának további bővülését is eredményezték.
2012-ben a hallgatók száma már 33.500, az oktatóké 312 volt és 293 professzor tanított az egyetemen, ezáltal Németország tizenkét legnagyobb egyeteme közé tartozik. Az alapítóról elnevezett Friedrich-Alexander-Universität 1961-ben a Nürnbergi Gazdasági és Társadalomtudományi Főiskola fakultásaival való összevonás óta kapta a „Friedrich-Alexander-Universität Erlangen-Nürnberg“ nevet.

### Erlangen színháza

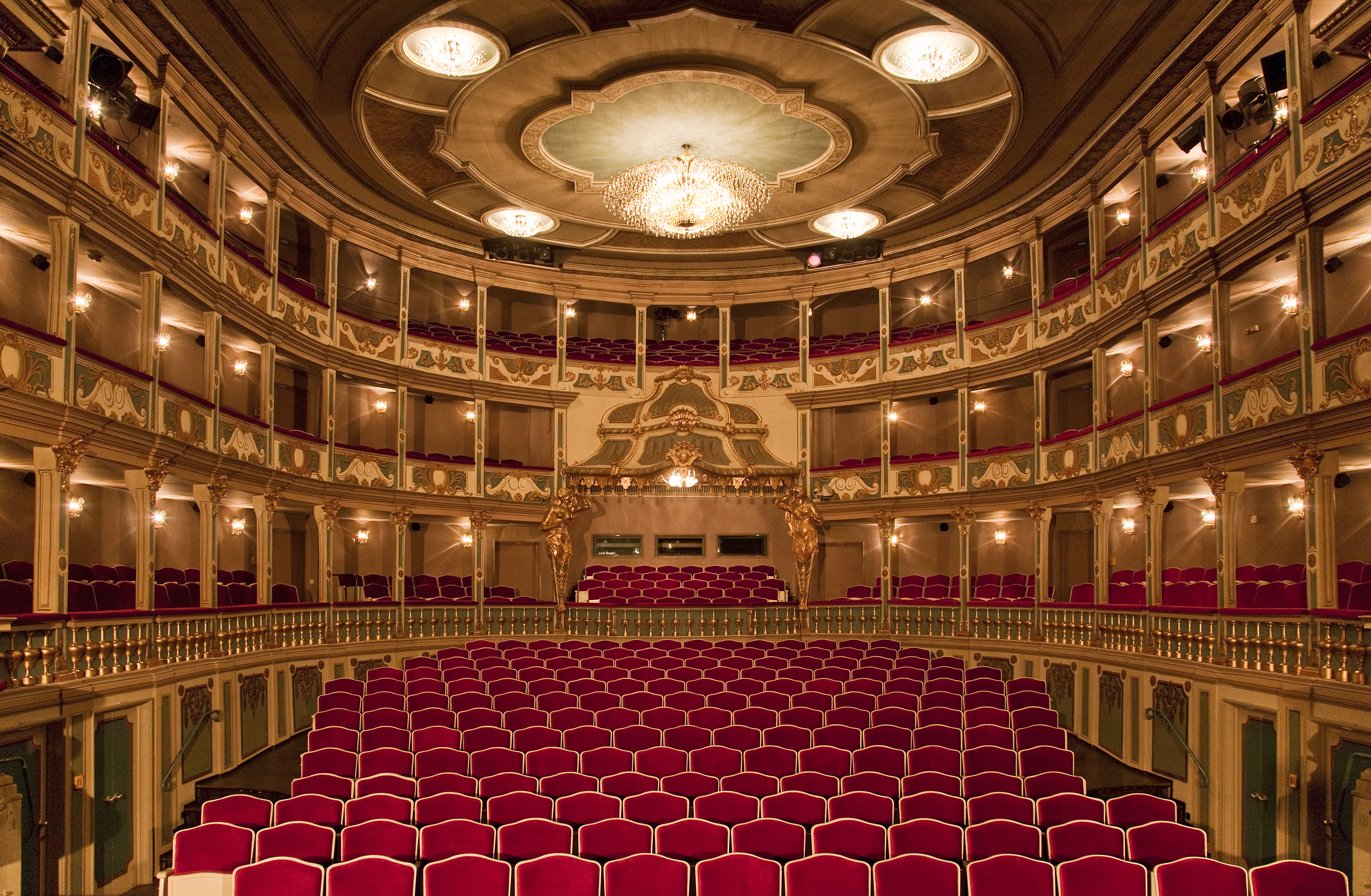
A Markgrafen-theater nézőtere (2012)

Erlangen színháza, a Markgrafen-theater 1718-ban épült, s így Európa legrégebbi színházai közé tartozik. Wilhelmin tartományi grófné 1743-ban úgy rendelkezett, hogy a színház nézőterét az újabb rokokó divat szerint kell átalakítani. Így az olasz Giovanni Paolo Gaspari tervei alapján teljesen átépítették. 1956-ban az elöregedett színházi épületet lebontás veszélye fenyegette, négy évre bezárták, és olyan korszerű „héjjal” vették körül, mely biztosította a rokokó színházterem fennmaradását. A Markgrafen-theater jelenleg Erlangen színháza (Das Theater Erlangen) három színházi épületének egyike.    

## Galéria

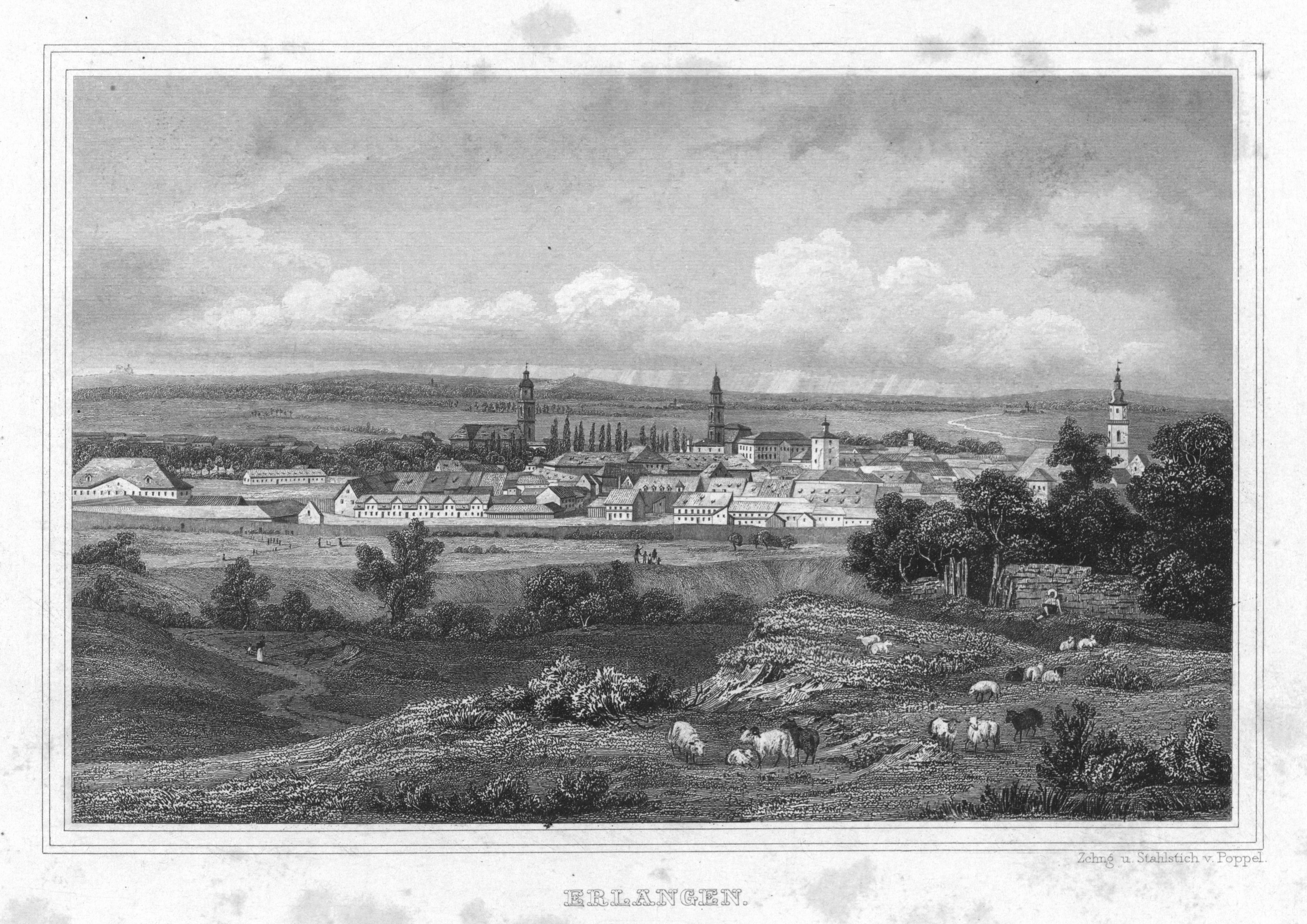
Erlangen egy régi 1840-ből való képen
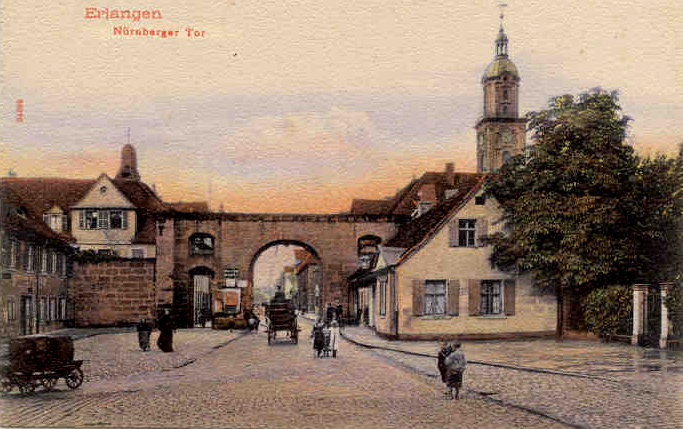
A Nürmbergi kapu 1900 körül
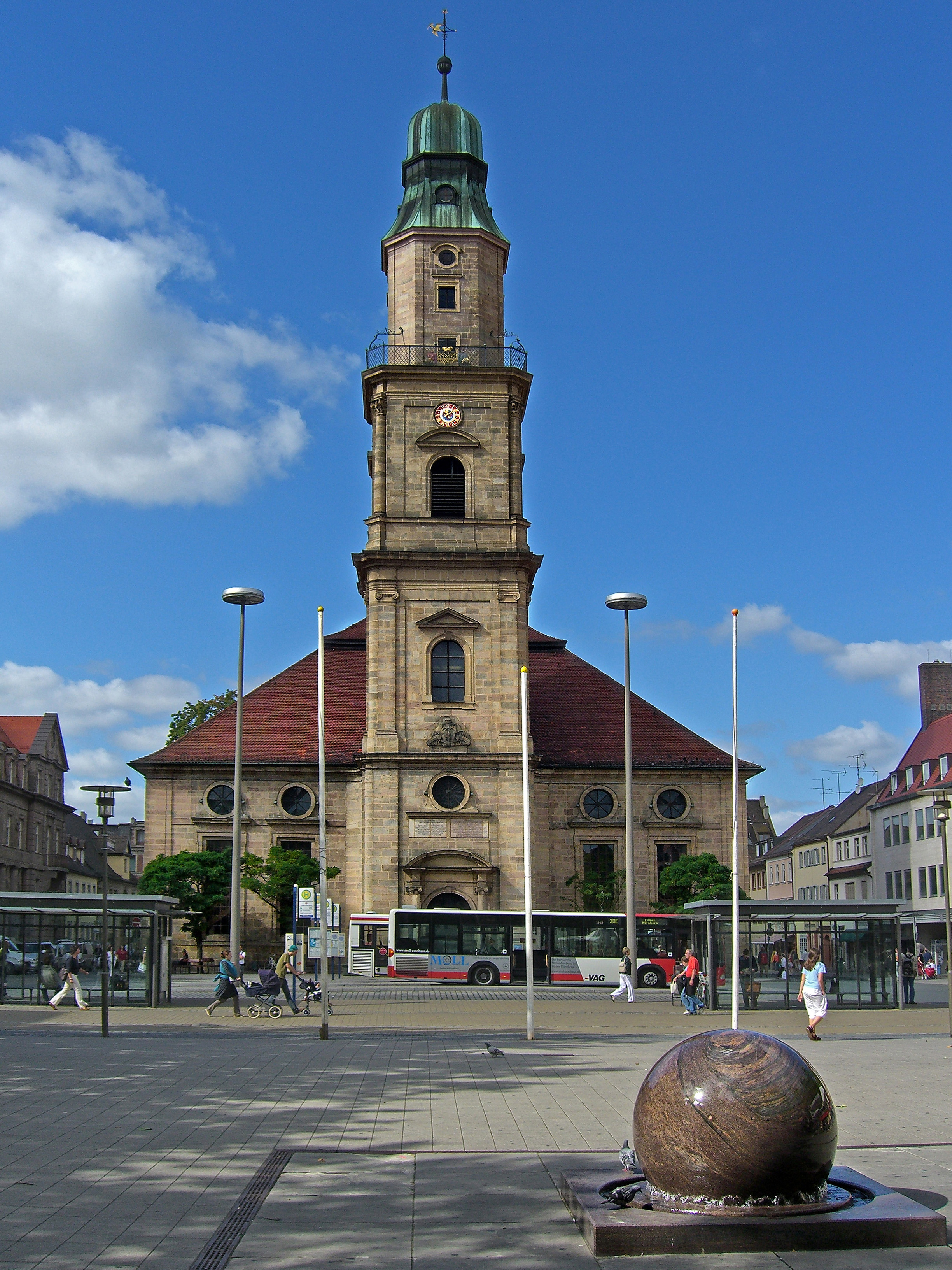
A Hugenotta templom
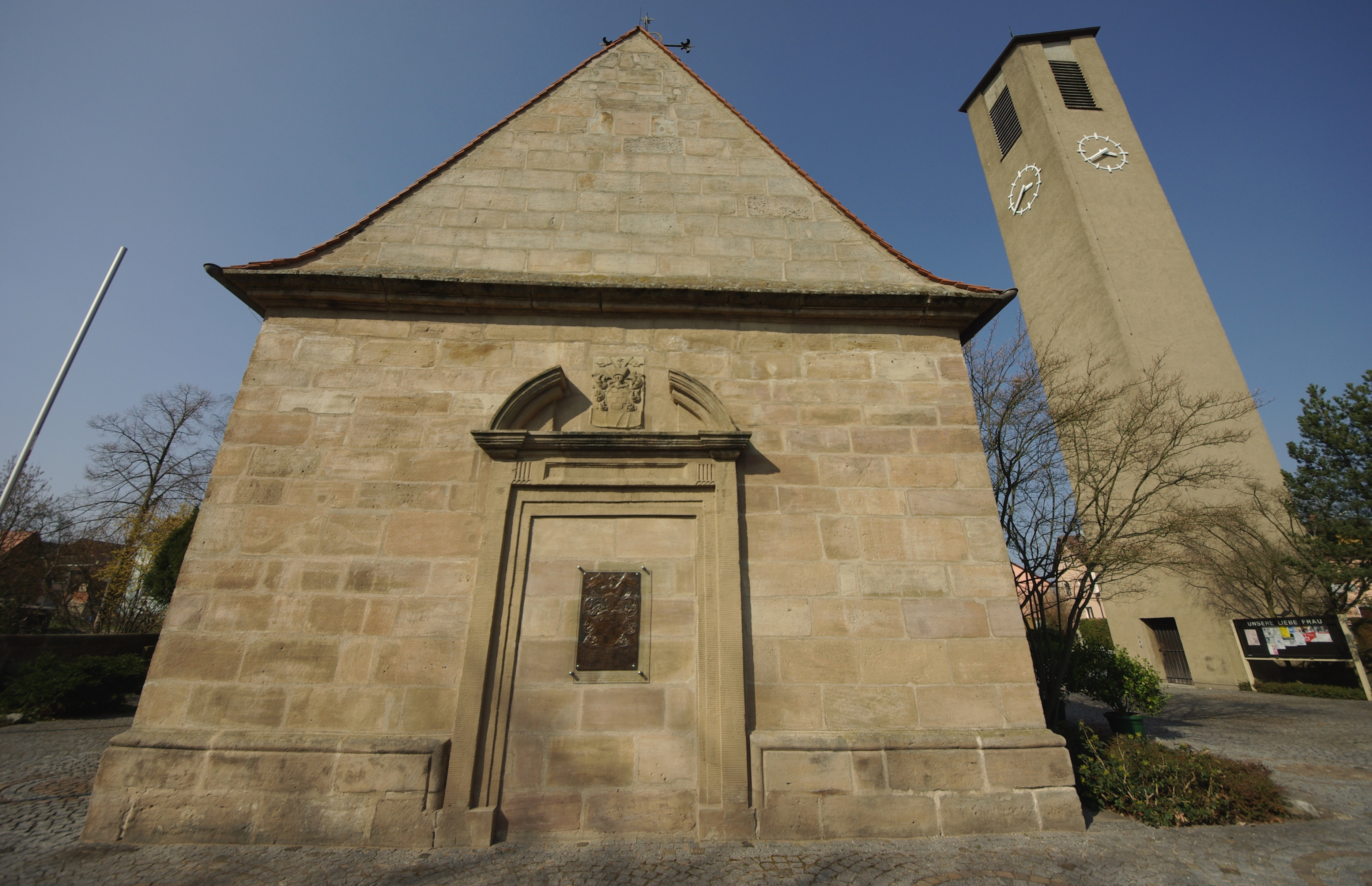
Dechsendorfban levő Unsere Liebe Frau templom
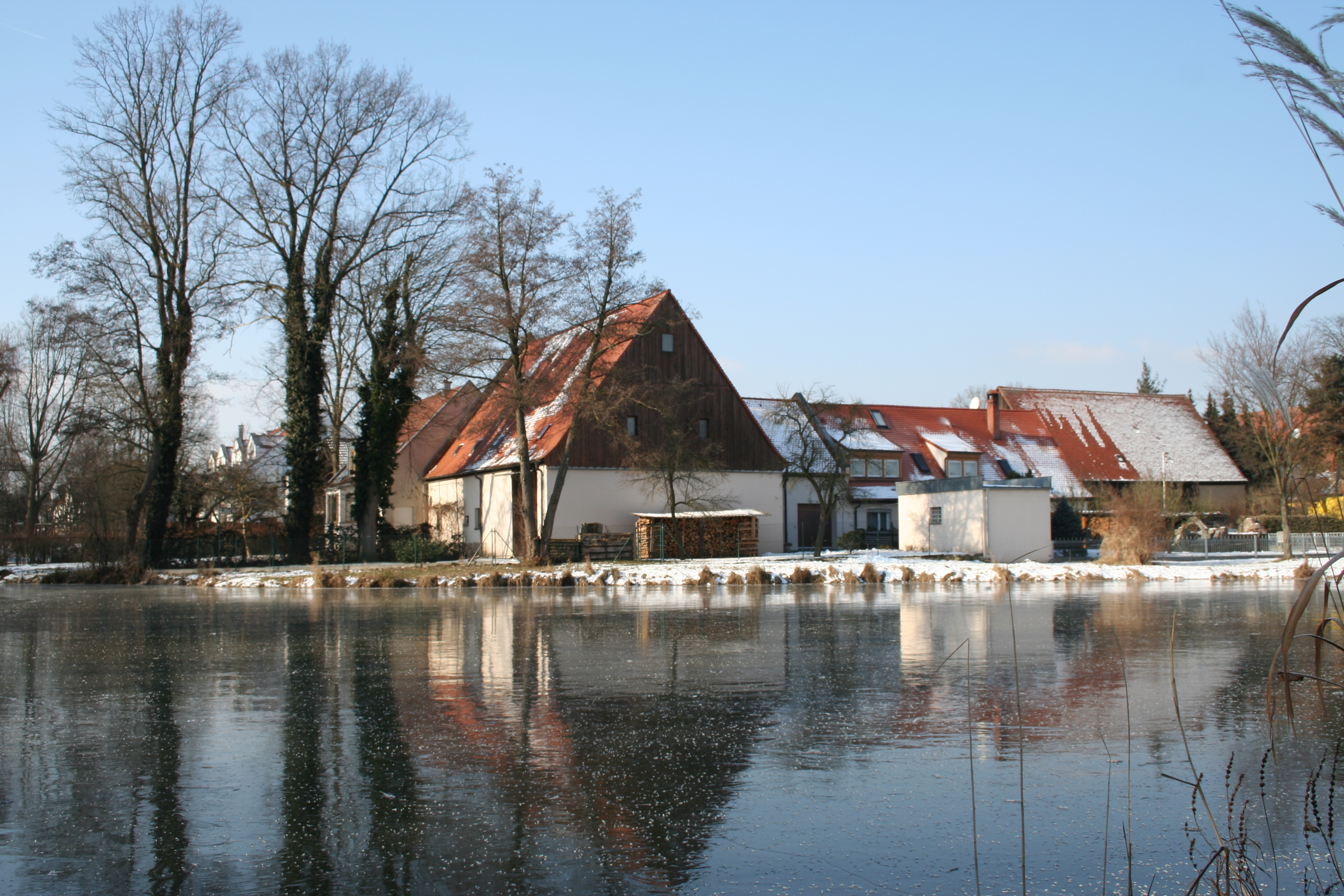
Az Alterlanger See téli képe
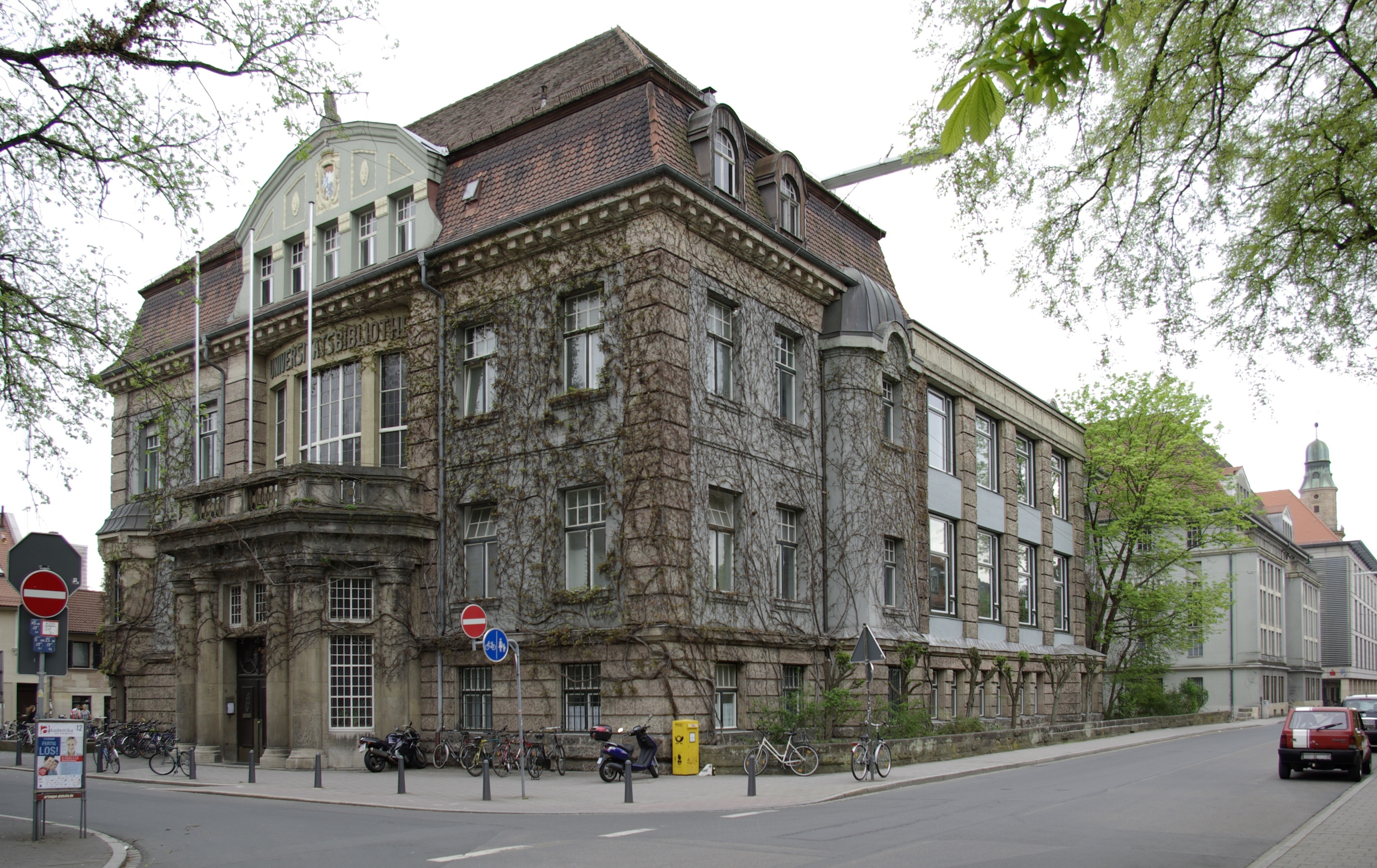
Az egyetemi könyvtár
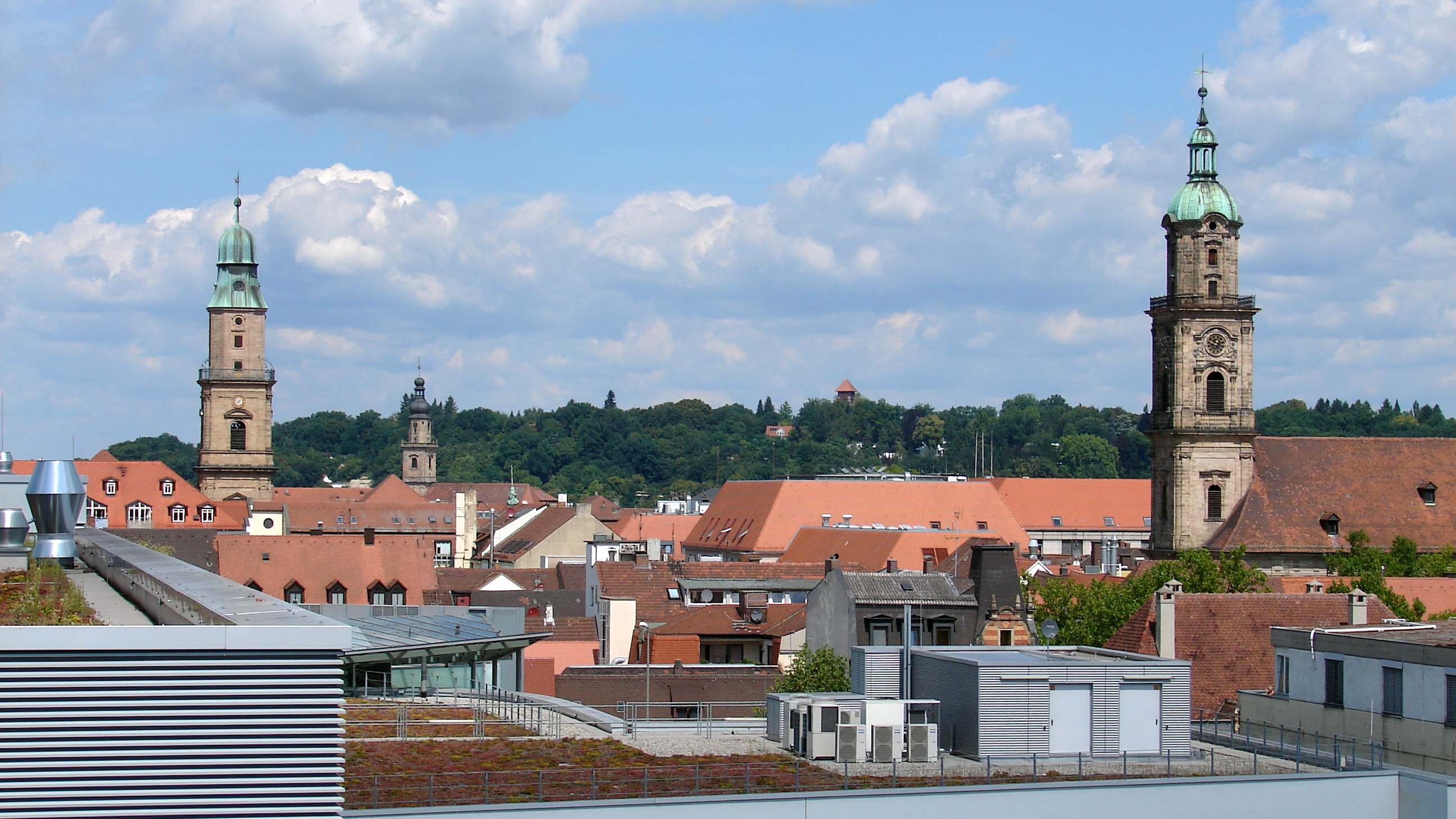
Erlangen látképe (2012)

## Népessége
1890-ben 17 559, 2010-ben 105 629 lakosa volt.
| Lakosok száma | 460  | 520  | 500  | 94 963 | 100 671 | 105 412 | 106 423 | 110 998 | 113 292 | 117 806 |
|               | 1495 | 1619 | 1655 | 1970   | 1975    | 2012    | 2014    | 2017    | 2021    | 2023    |

## Közlekedés

### Közúti közlekedés
A várost érinti az A3-as és az A73-as autópálya.

## Testvérvárosai
Erlangen testvérvárosai a következők:
|                    | Ország             | Város          | Megye / Körzet / Régió / Állam | Ideje |
| ------------------ | ------------------ | -------------- | ------------------------------ | ----- |
| Svédország         | Svédország         | Eskilstuna     | Sörermanland                   | 1961  |
| Franciaország      | Franciaország      | Rennes         | Ille-et-Vilaine                | 1964  |
| Oroszország        | Oroszország        | Vlagyimir      | Vlagyimiri terület             | 1983  |
| Németország        | Németország        | Jéna           | Türingia                       | 1987  |
| Egyesült Királyság | Egyesült Királyság | Stoke-on-Trent | West Midlands                  | 1989  |
| Nicaragua          | Nicaragua          | San Carlos     | Río San Juan                   | 1989  |
| Törökország        | Törökország        | Beşiktaş       | Beşiktaş                       | 2004  |
| USA                | USA                | Riverside      | Kalifornia                     | 2011  |